# 벨라루스군

벨라루스군(벨라루스어: Узброеныя сілы Рэспублікі Беларусь [УС РБ], 로마자 표기: Uzbrojenyja sily Respubliki Bielaruś [US RB], 러시아어: Вооруженные силы Республики Беларусь, 로마자 표기: Vooruzhennyye sily Respubliki Belarus)은 벨라루스의 군대이다. 벨라루스 지상군과 벨라루스 공군, 방공군으로 구성되며 모두 국방부 직속이다. 내륙국인 벨라루스에는 해군이 없지만 벨라루스군은 강과 호수에 있는 일부 소련 상속 해군 선박에 대한 통제권을 가지고 있다.
2017년에 국제전략문제연구소(IISS)는 군대의 병력이 49,000명에 달하고 예비군은 거의 350,000명에 달하는 것으로 추정했다. 대체 복무 옵션이 있지만 대부분의 군인은 18개월 동안 복무하는 징집병이다. 벨라루스군은 여전히 많은 소련 군사법을 보유하고 있으며 많은 수의 예비군을 최우선 순위로 두고 있다.
벨라루스는 2000년대 초반에 군사 개혁을 실시하여 다소 어려운 경제 상황에서 작은 국가에 상대적으로 효과적인 군대로 군대를 재구성했다.